# Best...My Songs
『UHM JUNG HWA...BEST...My Songs』（オム・ジョンファ…ベスト…マイ・ソングス）はオム・ジョンファ初のベストアルバム。1998年10月にE&E MEDIA (Orange Popular)よりリリースされた。

## 解説
- オム・ジョンファの初のベストアルバム。4集『Invitation』の活動後に発表されているが、4集収録曲は含まれていない。
- 1集『SORROWFUL SECRET』、2集『悲しい期待』、3集『後愛』から活動曲を中心に選曲され、YGエンターテインメントのジヌションにフィーチャリングとして参加した「言ってよ（マレジョ）」と4曲のカラオケバージョンが追加されている。

## 収録曲
1. 裏切りの薔薇
2. 悲しい期待
3. 天だけが許した愛
4. 三者対面 (DJ IVY MIX)
5. 言ってよ（with ジヌション）
6. 後愛
7. 愛の葛藤
8. ミステリー
9. 瞳
10. プリマドンナの愛
11. たやすい別離
12. 天だけが許した愛（カラオケ）
13. 後愛（カラオケ）
14. 裏切りの薔薇（カラオケ）
15. 哀しい期待（カラオケ）